# Yehuda Amichaï
Yehuda Amichaï (en hébreu : יהודה עמיחי), né Ludwig Pfeuffer le 3 mai 1924 à Wurtzbourg en Allemagne et mort le 22 septembre 2000 à Jérusalem, est un poète juif israélien de langue hébraïque. Il occupe une place importante dans la littérature israélienne de son siècle.

## Biographie
Issu d'une famille juive d'éleveurs de chevaux et de maquignons, lignée marchande toutefois attachée au monde paysan de la Franconie bavaroise, le jeune Ludwig émigre avec ses parents effrayés dès 1935 par les persécutions nazies et gagne la Palestine mandataire en 1936. Il a douze ans lorsqu'il commence l'étude intensive de l'hébreu.
Le jeune élève, formé dans un milieu social prosaïque attaché aux valeurs et nourritures terrestres, reçoit plus qu'il ne prend en 1946 le nom hébraïque de Yehuda Amichaï. Le poète l'acceptera pleinement quelques années plus tard, en son sens littéral « Mon Peuple vit ».
À la suite de ses études, notamment littéraires et religieuses, le fils d'immigrés s'engage d'abord dans la brigade juive de l'armée britannique pendant la Seconde Guerre mondiale puis, après l'affaiblissement du crédit politique et militaire anglais, rejoint le Palmach (le bras armé de la Haganah) durant la guerre d'indépendance de 1948 et fait partie de l'unité du Neguev. Il a ensuite effectué normalement ses périodes militaires comme n'importe quel citoyen israélien valide. Il est notamment engagé avec son unité de réservistes dans l'intervention conjointe entre France, Grande-Bretagne et Israël s'opposant à la nationalisation égyptienne du canal de Suez en 1956. Le succès militaire doit s'effacer devant la diplomatie des grandes puissances. Il a enfin participé en urgence à la guerre du Kippour en 1973.
Ce n'est pas l'étudiant, mais le soldat, dans ses interminables veilles militaires entre deux appels, qui découvre la poésie, précisément celle de Thomas Stearns Eliot à proximité du canal de Suez en 1948. Il comprend que la grandeur passée de la langue hébraïque, qu'il a étudié à l'école, doit devenir simplement par ce biais poétique la langue d'un peuple, et il poursuivra à sa façon dans sa langue personnelle cette approche intimiste à la fois populaire et savante, initiée par la rencontre avec T.S Eliot. Ne peut-on pas être poète d’amour en temps de guerre ? Emmanuel Mosès, un de ses traducteurs en français, signale le contraste entre l'homme simple et prosaïque du quotidien qu'il a connu, si proche en un sens de ses parents restés allemands, et l'écrivain poète maître confirmé s'exerçant à l'art de la métaphore, pratiquant avec conscience l'alliance de la langue la plus quotidienne avec les références ou échos lointains portés par l'ancienne langue religieuse, littéraire ou savante, qu'il n'ignorait nullement.
Du point de vue de la forme poétique, l'influence anglo-saxonne de Dylan Thomas, W.H. Auden, ainsi que celle plus métaphysique de Rainer Maria Rilke et de ses élégies, est largement perceptible selon son traducteur en anglais Rober Alter.
Revenu à la vie civile, Amichai habitant le quartier de Yemin Moshe à Jérusalem a encore longtemps étudié la Bible, tant sous l'angle de l'histoire biblique que de son exégèse, ainsi que les divers pans de la littérature hébraïque. L'exégète a d'abord enseigné la littérature dans les lycées, puis dans les séminaires d'enseignants israéliens avant de revenir comme maître de conférence à l'université hébraïque de Jérusalem, son principal lieu de formation. Il profite de la large reconnaissance de sa poésie dans le monde anglo-saxon pour voyager, il sera reçu en résidence plus tardivement à l'université de New York, à l'université de Californie à Berkeley, où il retrouve son traducteur anglais Robert Alter ou encore à l'université Yale, où la bibliothèque Beinecke abrite aujourd'hui les documents et archives légué par le poète. L'homme qui se définissait comme « un fanatique de la paix » et qui a travaillé avec des écrivains palestiniens est devenu un avocat du dialogue et de la réconciliation dans la région. Il est un des fondateurs du Mouvement La Paix maintenant.

## Œuvre du «poète de Jérusalem»
Amichai publie son premier recueil de poésie en 1955, intitulé « Aujourd'hui et autres jours », puis son second en 1958. En quelques années, de bouche à oreille, c'est un véritable succès populaire. Il a été tenté par des nouvelles, des pièces de théâtre et surtout le roman avec Ni de maintenant, ni d'ici, dès 1963, mais la reconnaissance populaire le place d'emblée parmi les grands poètes de sa génération. Ne s'est-il imposé au fil des décennies comme le poète de Jérusalem, ville où se joignent les axes cardinaux autour desquels s'enroule avec grâce la poésie d'Amichaï ? Il fait partie d'une vague de poètes radicalement différente de l'art poétique de l'entre-deux-guerres, perpétuant la rigueur et les codes d'expression imposés à la fin du XIXe siècle.
Son œuvre prend souvent l'aspect d'une célébration d'êtres aimés empreinte d'une douce tristesse ou d'une joie indéfinissable. Elle excelle à esquisser à travers des motifs triviaux de la vie quotidienne, la douceur de vivre en Israël, la banalité d'une situation réelle (la guerre vécue et ses stigmates sont bien réels, contrairement à une perception virtuelle d'une pensée onirique) et particulièrement à Jérusalem. L'écrivain parvient à rester naturel et spontané, presque naïf, tout en distillant l'ironie, l'absence de complaisance et tout en laissant paraître en ultime dévoilement son érudition littéraire. Il ne faut pas oublier que la langue hébraïque, permet de multiples niveaux de diction, subtilement ou astucieusement employés par cet auteur, et l'usage des mots dans toutes leurs multiples résonances, historiques ou littéraires, sacrées ou profanes, traditionnelles ou modernes peut s'allier à des registres démultipliés, grave ou joyeux, raide mort ou rieur, parfois constellés d'allusions profondes ou de jeux de langages, jeux de mots ou simples calembours.
Yehuda Amichaï a été découvert précocement en 1965 par l'écrivain anglais Ted Hughes, qui a traduit plusieurs de ses recueils par la suite. Poésies ou nouvelles courtes d'Amichaï ont été traduites dans une quarantaine de langues et ne cessent de figurer dans nombre d'anthologies publiées sur la littérature israélienne.

## Honneurs et récompenses littéraires
Il a été honoré, parmi une dizaine de récompenses notoires, du prix Bialik ainsi que du grand prix Israël de poésie en 1982 pour avoir causé une mutation révolutionnaire dans le langage poétique.
Sa ville natale, à laquelle il n'était pas indifférent, l'a honoré de son prix culturel en 1981. De façon post-mortem, il a donné son nom à une rue en 2005. En 1994, le vieux poète a été invité à la cérémonie de remise du prix Nobel de la paix par le récipiendaire Yitzhak Rabin pour y lire un poème.
- 1957 : prix Chlonsky
- 1969 : prix Brenner
- 1976 : prix Bialik pour la littérature (co-récipiendaire avec l'essayiste Yeshurun Keshet)[5]
- 1981 : prix de la culture de Wurtzbourg (Allemagne)
- 1982 : prix Israël pour la poésie hébraïque[6],[7]. La citation du prix indiquait notamment : « Par sa synthèse de la poétique avec le quotidien, Yehuda Amichai a opéré un changement révolutionnaire à la fois dans le sujet et dans le langage de la poésie »[8].
- 1986 : prix Agnon
- 1994 : prix Malraux : Salon international du livre (France)
- 1994 : prix littéraire du lion (New York)
- 1995 : prix de la couronne d'or de Macédoine : Festival international de poésie
- 1996 : prix norvégien de poésie Bjornson

## Citation du poète
« Toute poésie à dimension réaliste contient un engagement politique, parce qu'un poème réaliste a quelque chose à voir avec une réponse humaine en friction avec le monde vécu et que les faits et conséquences politiques sont une part de la réalité, telle que l'histoire en train de se faire. Même si le poète écrit en buvant son thé assis sous la tonnelle ou sous une verrière, cela est aussi politique. »

## Citations sur le poète de Jérusalem
- De son traducteur en anglais, Robert Alter :

« Yehuda Amichai est le poète hébreu le plus abondamment traduit depuis le Roi David, et ne serait-ce que pour sa qualité intrinsèque, ce n'est que justice. »

- Selon le poète C.K. Williams :

« La plus lucide, la plus astucieuse et la plus solide des intelligences poétiques. »

- Selon l'écrivain et critique littéraire Edward Hirsch (en) :

« Yehuda Amichaï est une des rares personnalités, par son talent, à pouvoir raconter sa propre histoire personnelle tout en la fusionnant d'emblée avec l'histoire de son peuple. »

## Liste des ouvrages parus en langue française
- Poèmes, Actes Sud, 1992  (ISBN 2868690130)
- Poèmes de Jérusalem, Éditions de l'Éclat, 1992  (ISBN 9782841621552)
- Anthologie personnelle, Actes Sud, 1992  (ISBN 286869795X)
- Les Morts de mon père et autres nouvelles, Éditions de l'Éclat, 2001  (ISBN 2841620522)
- Début fin début (poésie), Éditions de l'Éclat, 2001  (ISBN 2841620530)
- Perdu dans la grâce (poèmes choisis), Gallimard, 2006  (ISBN 2070775852)

## Principaux ouvrages parus en hébreu codifié en écriture latine

### Recueil de poésies
- Akhshav uva-yamim ha-aherim (poésie Now and in Other Days en anglais), Tel Aviv, Israël, 1955.
- Ba-ginah ha-tsiburit (poésie In the Park), Jérusalem, Israël, 1958-59.
- Be-merhak shete tikvot, Tel Aviv, Israël, 1958.
- Shirim, 1948-1962 (traduit en anglais par Poetry), Jérusalem, 1962-63
- Ve-lo ‘al menat li-zekor, 1971.
- Me-ahore kol zeh mistater osher gadol (poetry), 1974.

### Prose en roman et nouvelles, poésie libre en petites nouvelles ou encore pièces de théâtre
- Be-ruah ha-nora’ah ha-zot (histoires), Merhavya, 1961.
- Masa’ le-Ninveh (pièce Journey to Nineveh - Voyage à Ninive), 1962.
- Lo me-’akhshav, Lo mi-kan, [Tel Aviv, Israël], 1963, traduit par Shlomo Katz sous le titre Not of This Time, Not of This Place, chez Harper (New York, état de New-York), 1968.
- ‘Akshav ba-ra’ash, 1968.
- Mah she-karah le-Roni bi-Nyu York, 1968.
- Pa ‘amonim ve-rakavot, 1968.
- Mi yitneni malon (titre signifiant Hotel in the Wilderness en anglais), 1972, réimpression par Bitan, Tel Aviv, Israël, 2003.
- The World is a Room, and Other Stories, Jewish Publication Society (Philadelphie, État de Pennsylvanie), 1984.